# Seis grados de libertad

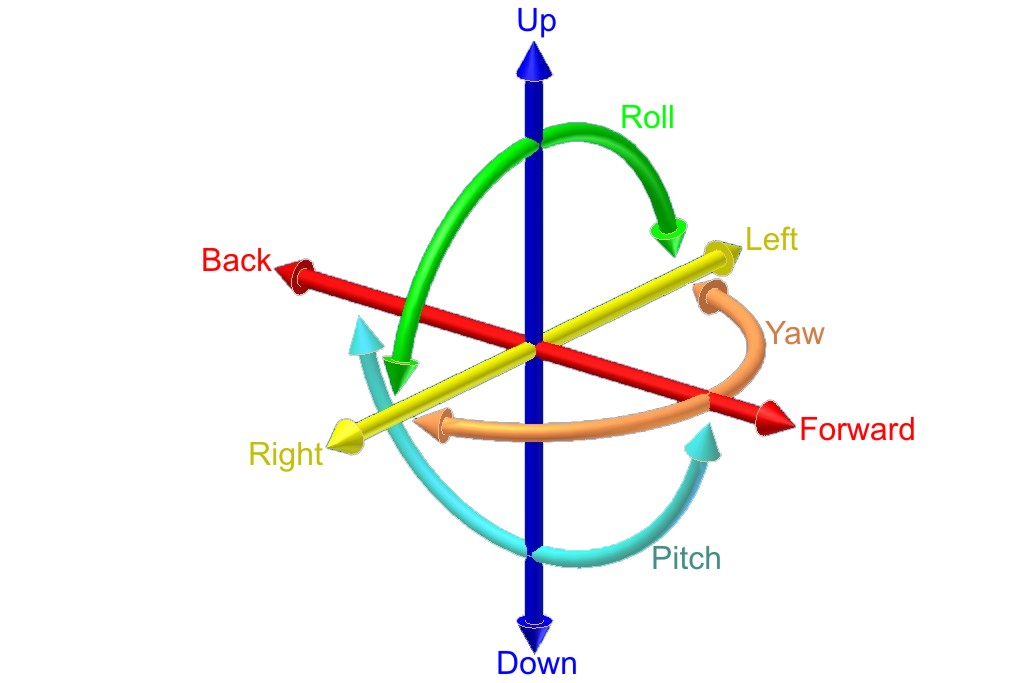
Los seis grados de libertad: adelante/atrás (forward/back), arriba/abajo (up/down), izquierda/derecha (left/right), cabecear (pitch), guiñar (yaw), rodar (roll)

Seis grados de libertad se refiere al movimiento en un espacio tridimensional, es decir, la capacidad de moverse hacia delante/atrás, arriba/abajo, izquierda/derecha (traslación en tres ejes perpendiculares), combinados con la rotación sobre tres ejes perpendiculares (Guiñada, Cabeceo, Alabeo). El movimiento a lo largo de cada uno de los ejes es independiente de los otros, y cada uno es independiente de la rotación sobre cualquiera de los ejes, el movimiento de hecho tiene seis grados de libertad.
Los brazos de un robot, a menudo son categorizados por sus grados de libertad (por lo general más de seis grados de libertad). Este número generalmente se refiere al número de un solo eje de rotación de las articulaciones en el brazo, donde un mayor número indica una mayor flexibilidad en posicionar una herramienta. Esta es una métrica muy práctica, en contraste a la definición abstracta de los grados de libertad, que mide la capacidad global de posicionamiento de un sistema. Dean Kamen, inventor del Segway, presentó recientemente un prototipo de un brazo robótico con 21 grados de libertad para DARPA. Los robots humanoides suelen tener 30 o más grados de libertad, con seis grados de libertad en el brazo, cinco o seis en cada pierna, y varios más en el torso y el cuello.
En los videojuegos, seis grados de libertad define una puesta en juego donde los jugadores son libres de moverse en cualquier dirección tridimensional. En los videojuegos de disparo en primera persona, normalmente, se ofrecen cuatro grados de libertad —cinco si se cuentan desplazamientos en el eje vertcal, como los saltos o el buceo, y a veces seis—. Normalmente el jugador puede moverse en cualquier dirección a lo largo de la tierra y puede alterar el cabeceo y la guiñada, pero no puede rodar.